# Lucia Migliaccio

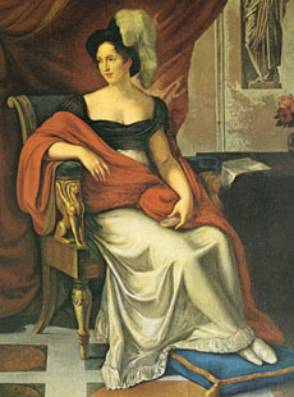
Lucia Migliaccio

Lucia Migliaccio e Borgia, Herzogin von Floridia (* 18. Januar 1770 in Syrakus; † 26. April 1826 in Neapel) war die zweite, morganatische Ehefrau von König Ferdinand I. von Neapel-Sizilien.
Sie wurde als Tochter von Vincenzo Migliaccio und dessen Gemahlin Doreta Borgia in Syrakus auf Sizilien geboren. Ihre Mutter war Spanierin aus dem Hause Borgia (span. Borja), aus dem auch die beiden Borgia-Päpste entstammen.
In erster Ehe heiratete sie am 4. April 1791 Benedetto Grifeo, Fürst von Partanna. Lucia wurde Hofdame des Königlichen Hofes und wurde mit dem Orden der Maria Luise von Spanien sowie mit dem österreichischen Sternkreuzorden dekoriert. 
Nach dem Tod ihres ersten Mannes heiratete sie am 27. November 1814 in Palermo König Ferdinand I. von Sizilien, nachdem dessen erste Gemahlin Maria Karolina von Österreich nur zwei Monate zuvor, am 8. September 1814 verstorben war. Lucia war 44 Jahre alt, ihr Gemahl 63. Die Ehe war morganatisch und blieb kinderlos.
Der König hatte zu diesem Zeitpunkt schon praktisch abgedankt, indem er seinen Sohn Franz als Regenten einsetzte und die wichtigsten Entscheidungen ihm überließ. Während Maria Karolina politisch sehr aktiv gewesen war und de facto als Herrscherin über Sizilien angesehen wurde, hatte Lucia kaum Einfluss.
Nachdem Ferdinand in der siegreichen Schlacht von Tolentino (3. Mai 1815) gegen den Gegenkönig Joachim Murat wieder als König eingesetzt wurde, wurden am 8. Dezember 1816 die Throne von Sizilien und Neapel zum Königreich beider Sizilien vereinigt. Franz blieb Regent und Lucia erhielt den Titel „Herzogin von Floridia“, den Titel einer Königin erhielt sie nie. 
Am 4. Januar 1825 starb Ferdinand, seine Gemahlin überlebte ihn um nur ein Jahr und drei Monate. Sie wurde in Neapel in der Kirche San Ferdinando bestattet, eine Beisetzung in der Familiengruft der Bourbonen in der neapolitanischen Basilika Santa Chiara wurde ihr verwehrt.
Die Villa Floridiana in Neapel ist nach ihr benannt.